# أندرو فارلي
أندرو فارلي (بالإنجليزية: Andrew Farley)‏ هو لاعب اتحاد الرغبي أسترالي، ولد في 21 أغسطس 1980 في بريزبان في أستراليا.

## وصلات خارجية
- أندرو فارلي عل موقع إسبنسكروم (الإنجليزية)
- أندرو فارلي على موقع ItsRugby.co.uk (الإنجليزية)